# Carlo Rovelli
Carlo Rovelli (Verona, 3 de mayo de 1956) es un físico teórico y escritor italiano que ha trabajado en su país y en los Estados Unidos, y en la actualidad reside en Francia. Su obra se desarrolla principalmente en el campo de la gravedad cuántica, siendo uno de los fundadores de la teoría de la llamada «Gravedad cuántica de bucles». También ha trabajado en la historia y la filosofía de la ciencia. Colabora asiduamente con varios diarios italianos, en particular los suplementos culturales de Il Sole 24 Ore y La Repubblica.

## Biografía
Nació en Verona, en 1956. En la década de 1970 participó en los movimientos políticos estudiantiles de las universidades italianas. Estuvo involucrado con las estaciones de radio políticas libres Radio Alice, en Bolonia, y Radio Anguana, en Verona, que él ayudó a fundar. En relación con su actividad política, fue encausado, aunque más tarde puesto en libertad, por delitos de opinión relacionados con el libro Fatti Nostri, del que fue coautor, junto con Enrico Palandri, Maurizio Torrealta, y Claudio Piersanti.
En 1981, Rovelli se graduó en física por la Universidad de Bolonia, y en 1986 obtuvo su doctorado en la Universidad de Padua, Italia. En 1987, se negó a prestar el servicio militar, que era obligatorio en Italia en ese momento, por lo que fue detenido por breve tiempo. Ocupó puestos postdoctorales en las Universidades de Roma, Trieste, y en la Universidad de Yale. Rovelli trabajó en la facultad de la Universidad de Pittsburgh entre 1990 y 2000. En la actualidad da clases en la Universidad de Aix-Marsella, en el Centre de Physique Théorique, de Marsella, Francia. Asimismo ocupa el cargo de profesor adjunto en el Departamento de Historia y Filosofía de la Ciencia de la Universidad de Pittsburgh.

## Teorías

### Gravedad cuántica de bucles
En 1988, Rovelli, Lee Smolin y Abhay Ashtekar introdujeron una teoría de la gravedad cuántica llamada «Gravedad cuántica de bucles». En 1995, Rovelli y Smolin describieron una serie de estados de la gravedad cuántica, basándose en las redes de espín de Penrose, con lo que demostraron que la teoría debe predecir que superficie y volumen se cuantifican. Este resultado sugiere la existencia de una estructura discreta del espacio a muy pequeña escala. En 1997, Rovelli y Michael Reisenberger introdujeron una formulación de la teoría de «suma sobre superficies» (sum over surfaces), que desde entonces ha evolucionado hasta convertirse en la spinfoam (espuma de espín), versión actualmente covariante de la gravedad cuántica de bucles. En 2008, en colaboración con Jonathan Engle y Roberto Pereira, introdujo la amplitud de vértice de la espuma de espín (spin foam vertex amplitude) como base de la definición actual de la covariante dinámica en el campo de la gravedad cuántica de bucles. La teoría de bucles es considerada candidata seria a una descripción fehaciente de la gravedad cuántica; tiene aplicaciones en la cosmología cuántica, la cosmología de espuma de espines y la física cuántica del agujero negro.

### Física sin tiempo
En su libro Quantum Gravity (2004), Rovelli desarrolló una formulación de la mecánica clásica y cuántica en la que no hace referencia explícita a la noción de «tiempo». La formulación de Rovelli no requiere la caracterización mecánica de una variable temporal. La dinámica de los procesos se expresa por las correlaciones entre las variables físicas, en lugar de por la evolución de estas con respecto al tiempo. Esta formulación atemporal de la dinámica debería obligar a describir los fenómenos de gravedad cuántica, donde el tiempo se somete a fluctuaciones cuánticas. Hoy en día se utiliza por ejemplo en el contexto de la cosmología del universo primitivo, como en la teoría del "Gran Rebote" (Big Bounce).
Esta posición lo ha llevado a enfrentarse al siguiente problema: si no es parte de la teoría fundamental del mundo, entonces ¿cómo emerge el tiempo? En 1993, en colaboración con Alain Connes, Rovelli ha propuesto una solución a este problema que se llama «hipótesis del tiempo térmico». Según dicha hipótesis, el tiempo surge sólo en un contexto termodinámico o estadístico. Si esto es correcto, el flujo del tiempo es una ilusión derivada de nuestro conocimiento imperfecto de la realidad. El flujo del tiempo físico no es una propiedad fundamental a priori de esta teoría, sino que debe ser considerado solamente una manifestación macroscópica de la termodinámica.

### Mecánica cuántica relacional
En 1994, Rovelli introdujo la interpretación relacional de la mecánica cuántica, basada en la idea de que el estado cuántico de un sistema siempre debe interpretarse en relación con otro sistema físico (al igual que la velocidad de un objeto es siempre relativa a otro objeto en la mecánica clásica). Esta idea se ha desarrollado y analizado en particular por Bas van Fraassen y por Michel Bitbol. Entre otras consecuencias importantes, esta tesis proporciona una solución de la paradoja EPR que no viola la localidad.

### Historia y filosofía de la ciencia
Rovelli ha escrito un libro sobre el filósofo griego Anaximandro, publicado en Francia, Italia, Estados Unidos, Brasil y España. El libro analiza los principales aspectos del pensamiento científico y articula las opiniones de Rovelli sobre la ciencia. Anaximandro se presenta en el libro como el principal iniciador del pensamiento científico.
Para Rovelli, la ciencia es un proceso continuo de explorar nuevas posibles visiones del mundo; esto se lleva a cabo a través de una «rebelión aprendida», que siempre se construye y se basa en conocimientos previos, pero al mismo tiempo cuestiona continuamente los aspectos de los conocimientos adquiridos. La ciencia, por lo tanto, no se funda en la seguridad sino, al contrario, en una incertidumbre radical sobre nuestro propio conocimiento o, de forma equivalente, una aguda conciencia de la magnitud de nuestra ignorancia.

### Punto de vista religioso
Rovelli expresa sus puntos de vista religiosos en varios artículos y en su libro sobre Anaximandro. Argumenta que el conflicto entre el pensamiento racional/científico y una religión estructurada puede encontrar periodos de tregua («no hay contradicción entre la resolución de las ecuaciones de Maxwell y la creencia de que Dios creó el Cielo y la Tierra»), pero es en última instancia irresoluble, porque la mayoría de las religiones exigen la aceptación de unas verdades incuestionables, mientras que el pensamiento científico se basa precisamente en el cuestionamiento continuo de cualquier verdad. Así, para Rovelli la fuente del conflicto no es la pretensión de la ciencia de dar respuestas –el universo, para él, está lleno de misterio y es fuente de asombro y emociones–, sino que, por el contrario, la fuente del conflicto es la aceptación de nuestra ignorancia en la base de la ciencia, lo que choca con la pretensión de las religiones de «ser depositarias del conocimiento verdadero».

## Reconocimientos
- 1995 International Xanthopoulos Award of the International Society for General Relativity and Gravitation, "por su contribución sobresaliente a la física teórica".[17]
- Miembro Senior del Institut Universitaire de France (IUF)
- Profesor Honorario de la Beijing Normal University de China
- Miembro de la Académie Internationale de Philosophie des Sciences
- Miembro honorario de la Accademia di Scienze Arti e Lettere di Verona
- 2009 primer premio "community" Foundational Questions Institute, por su contribución a "la naturaleza del tiempo".
- 2013 Segundo premio Foundational Questions Institute por su contribución al tema "relaciones entre la física y la información".

## Publicaciones
Carlo Rovelli ha escrito alrededor de doscientos trabajos científicos que han aparecido en las más importantes publicaciones de dicho ámbito a nivel internacional. Ha publicado dos monografías sobre la Gravedad cuántica de bucles, así como varios libros de divulgación científica. Sus obras han sido traducidas y publicadas en Italia, Francia, Reino Unido, Estados Unidos, China, Brasil, Turquía y Grecia.
Libros científicos
- "Quantum Gravity", Cambridge University Press, 2004, ISBN 0-521-83733-2
- "Covariant Loop Quantum Gravity: An Elementary Introduction to Quantum Gravity and Spinfoam Theory", "Cambridge University Press", 2014, ISBN 978-1107069626

Divulgativos
- "What is time, what is space?", Di Renzo Editore, 2006, ISBN 88-8323-146-5
  - "Qu'est-ce le temps? Qu'est-ce l'espace?", Bernard Gilson éditeur, ISBN 2-87269-159-6
  - "Che cos'è il tempo? Che cos'è lo spazio?", Di Renzo Editore, ISBN 88-8323-082-5
- "The first scientist. Anaximander and his legacy", Westholme Publishing, 2011, ISBN 978-1-59416-131-5
- "Anaximandre de Millet, ou la naissance de la science", Éditions Dunod, 2009. ISBN 978-2-10-052939-1
  - Disponible en español: El nacimiento del pensamiento científico. Anaximandro de Mileto Barcelona, Herder (2018). ISBN 978-84-254-4059-5
- "Che cos'è la scienza. La rivoluzione di Anassimandro", Mondadori Università, 2011 ISBN 978-88-6184-075-1
- Et si le temps n'existait pas? (Quai des Sciences)
  - Disponible en español: ¿Y si el tiempo no existiera? Barcelona, Herder (2019). ISBN 978-84-254-4057-1
  - Disponible en chino simplificado: “假如时间不存在”, 2013.化学工业出版社 北京(chemical industry press，Beijing) ISBN 9787122163875
- La realtà non è come ci appare - La struttura elementare delle cose, Raffaello Cortina Editore 2014 ISBN 978-88-6030-641-8 (Exploración de la gravedad cuántica de bucles y de la historia de su desarrollo, enfocada al gran público.)
- La realidad no es lo que parece, Tusquets Editores, ISBN 978-84-906-6190-1, 2015.
- Siete breves lecciones de física, Anagrama, ISBN 978-84-339-3704-9, 2016.
- El orden del tiempo, Anagrama, ISBN 978-84-339-6422-9, 2018
- White Holes, Riverhead Books, ISBN 978-0593545447

- Agujeros Blancos. Dentro del Horizonte, Anagrama, ISBN 978-84-339-2747-7